# Liste des matchs de l'équipe des Bermudes de football par adversaire
Cette liste présente les matchs de l'équipe des Bermudes de football par adversaire rencontré,. Lorsqu'une rivalité footballistique particulière existe entre les Bermudes et un autre pays, une page spécifique est parfois proposée.
- Haut – A
- B
- C
- D
- E
- F
- G
- H
- I
- J
- K
- L
- M
- N
- O
- P
- Q
- R
- S
- T
- U
- V
- W
- X
- Y
- Z

## A

### Antigua-et-Barbuda
Confrontations entre Antigua-et-Barbuda et les Bermudes :
| #  | Date            | Lieu         | Match                         | Score | Compétition                                           |
| -- | --------------- | ------------ | ----------------------------- | ----- | ----------------------------------------------------- |
| 1  | 14 avril 1990   | Hamilton     | Bermudes - Antigua-et-Barbuda | 2-2   | Coupe caribéenne 1990 (Tour préliminaire)             |
| 2  | 16 avril 1990   | Hamilton     | Bermudes - Antigua-et-Barbuda | 3-0   | Match amical                                          |
| 3  | 14 juin 1992    | Saint John's | Antigua-et-Barbuda - Bermudes | 0-3   | Qualifications pour la Coupe du monde 1994 (1er tour) |
| 4  | 4 juillet 1992  | Hamilton     | Bermudes - Antigua-et-Barbuda | 2-1   | Qualifications pour la Coupe du monde 1994 (1er tour) |
| 5  | 12 janvier 1999 | Hamilton     | Bermudes - Antigua-et-Barbuda | 1-0   | Match amical                                          |
| 6  | 14 janvier 1999 | Hamilton     | Bermudes - Antigua-et-Barbuda | 0-1   | Match amical                                          |
| 7  | 16 avril 2000   | Saint John's | Antigua-et-Barbuda - Bermudes | 0-0   | Qualifications pour la Coupe du monde 2002 (1er tour) |
| 8  | 23 avril 2000   | Hamilton     | Bermudes - Antigua-et-Barbuda | 1-1   | Qualifications pour la Coupe du monde 2002 (1er tour) |
| 9  | 27 août 2008    | George Town  | Bermudes - Antigua-et-Barbuda | 0-4   | Coupe caribéenne 2008 (1er tour)                      |
| 10 | 21 mars 2018    | Saint John's | Antigua-et-Barbuda - Bermudes | 3-2   | Match amical                                          |

| Rencontres | Victoire | Nul | Défaite | BM | BE |
| ---------- | -------- | --- | ------- | -- | -- |
| 10         | 4        | 3   | 3       | 14 | 12 |

### Aruba
Confrontations entre Aruba et les Bermudes en matchs officiels :
| # | Date             | Lieu       | Match            | Score | Compétition                                           |
| - | ---------------- | ---------- | ---------------- | ----- | ----------------------------------------------------- |
| 1 | 9 septembre 2018 | Willemstad | Aruba - Bermudes | 3-1   | Qualifications pour la Gold Cup 2019                  |
| 2 | 30 mars 2021     | Bradenton  | Bermudes - Aruba | 5-0   | Qualifications pour la Coupe du monde 2022 (1er tour) |

| Rencontres | Victoire | Nul | Défaite | BM | BE |
| ---------- | -------- | --- | ------- | -- | -- |
| 2          | 1        | 0   | 1       | 6  | 3  |

## B

### Bahamas
Confrontations entre les Bermudes et les Bahamas en matchs officiels :
| # | Date          | Lieu           | Match              | Score | Compétition                                              |
| - | ------------- | -------------- | ------------------ | ----- | -------------------------------------------------------- |
| 1 | 6 mars 1974   | Saint-Domingue | Bermudes - Bahamas | 3-0   | Jeux d'Amérique centrale et des Caraïbes 1974 (Groupe B) |
| 2 | 6 août 1982   | La Havane      | Bermudes - Bahamas | 3-0   | Jeux d'Amérique centrale et des Caraïbes 1982 (Groupe A) |
| 3 | 5 mai 1999    | Hamilton       | Bermudes - Bahamas | 6-0   | Coupe caribéenne 1999 (Tour préliminaire)                |
| 4 | 21 avril 2006 | Bridgetown     | Bahamas - Bermudes | 0-4   | Coupe caribéenne 2007 (2e tour)                          |
| 5 | 25 mars 2015  | Nassau         | Bahamas - Bermudes | 0-5   | Qualifications pour la Coupe du monde 2018 (1er tour)    |
| 6 | 29 mars 2015  | Hamilton       | Bermudes - Bahamas | 3-0   | Qualifications pour la Coupe du monde 2018 (1er tour)    |

| Rencontres | Victoire | Nul | Défaite | BM | BE |
| ---------- | -------- | --- | ------- | -- | -- |
| 6          | 6        | 0   | 24      | 0  |    |

### Barbade
Confrontations entre les Bermudes et la Barbade en matchs officiels :
| #  | Date             | Lieu            | Match              | Score | Compétition                                          |
| -- | ---------------- | --------------- | ------------------ | ----- | ---------------------------------------------------- |
| 1  | 26 mai 1990      | Devonshire      | Bermudes - Barbade | 1-1   | Match amical                                         |
| 2  | 29 mai 1990      | Devonshire      | Bermudes - Barbade | 3-0   | Match amical                                         |
| 3  | 26 décembre 2003 | Devonshire      | Bermudes - Barbade | 1-2   | Match amical                                         |
| 4  | 1er janvier 2004 | Devonshire      | Bermudes - Barbade | 0-4   | Match amical                                         |
| 5  | 23 novembre 2006 | Bridgetown      | Barbade - Bermudes | 1-1   | Coupe caribéenne 2007 (2e tour)                      |
| 6  | 6 juin 2008      | Devonshire      | Bermudes - Barbade | 2-1   | Match amical                                         |
| 7  | 9 juin 2008      | Devonshire      | Bermudes - Barbade | 3-0   | Match amical                                         |
| 8  | 11 novembre 2011 | Devonshire      | Bermudes - Barbade | 2-1   | Qualifications pour la Coupe du monde 2014 (2e tour) |
| 9  | 14 novembre 2011 | Bridgetown      | Barbade - Bermudes | 1-2   | Qualifications pour la Coupe du monde 2014 (2e tour) |
| 10 | 28 octobre 2017  | Devonshire      | Bermudes - Barbade | 2-3   | Match amical                                         |
| 11 | 25 mars 2018     | Cave Hill       | Barbade - Bermudes | 0-0   | Match amical                                         |
| 12 | 2 juillet 2021   | Fort Lauderdale | Bermudes - Barbade | 8-1   | Qualifications pour la Gold Cup 2021 (2e tour)       |

| Rencontres | Victoire | Nul | Défaite | BM | BE |
| ---------- | -------- | --- | ------- | -- | -- |
| 12         | 6        | 3   | 3       | 25 | 15 |

## C

### Canada
Confrontations entre les Bermudes et le Canada en matchs officiels :
| #  | Date             | Lieu     | Match             | Score | Compétition                                           |
| -- | ---------------- | -------- | ----------------- | ----- | ----------------------------------------------------- |
| 1  | 29 juillet 1967  |          | Canada - Bermudes | 2-2   | Match amical                                          |
| 2  | 8 octobre 1968   | Toronto  | Canada - Bermudes | 4-0   | Qualifications pour la Coupe du monde 1970 (1er tour) |
| 3  | 20 octobre 1968  | Hamilton | Bermudes - Canada | 0-0   | Qualifications pour la Coupe du monde 1970 (1er tour) |
| 4  | 12 avril 1974    | Hamilton | Bermudes - Canada | 0-0   | Match amical                                          |
| 5  | 18 avril 1987    |          | Bermudes - Canada | 0-1   | Match amical                                          |
| 6  | 25 avril 1987    |          | Bermudes - Canada | 0-1   | Match amical                                          |
| 7  | 18 février 1988  | Hamilton | Bermudes - Canada | 0-0   | Match amical                                          |
| 8  | 15 novembre 1992 | Burnaby  | Canada - Bermudes | 4-2   | Qualifications pour la Coupe du monde 1994 (2e tour)  |
| 9  | 6 décembre 1992  | Hamilton | Bermudes - Canada | 0-0   | Qualifications pour la Coupe du monde 1994 (2e tour)  |
| 10 | 10 janvier 2000  | Hamilton | Bermudes - Canada | 0-2   | Match amical                                          |
| 11 | 25 mars 2007     | Hamilton | Bermudes - Canada | 0-3   | Match amical                                          |
| 12 | 22 janvier 2017  | Hamilton | Bermudes - Canada | 2-4   | Match amical                                          |
| 13 | 25 mars 2021     | Orlando  | Canada - Bermudes | 5-1   | Qualifications pour la Coupe du monde 2022 (1er tour) |

| Rencontres | Victoire | Nul | Défaite | BM | BE |
| ---------- | -------- | --- | ------- | -- | -- |
| 13         | 1        | 4   | 13      | 7  | 26 |

### Costa Rica
Confrontations en matchs officiels entre le Costa Rica et les Bermudes :
| # | Date           | Lieu     | Match                 | Score | Compétition           |
| - | -------------- | -------- | --------------------- | ----- | --------------------- |
| 1 | 4 juillet 1979 | San Juan | Costa Rica - Bermudes | 3-1   | Match amical          |
| 2 | 20 juin 2019   | Frisco   | Costa Rica - Bermudes | 2-1   | Gold Cup 2019 (gr. B) |

| Rencontres | Victoire | Nul | Défaite | BM | BE |
| ---------- | -------- | --- | ------- | -- | -- |
| 2          | 0        | 0   | 2       | 2  | 5  |

### Cuba
Confrontations entre les Bermudes et Cuba :
| # | Date            | Lieu           | Match           | Score | Compétition                                                            |
| - | --------------- | -------------- | --------------- | ----- | ---------------------------------------------------------------------- |
| 1 | 10 mars 1974    | Saint-Domingue | Cuba - Bermudes | 2-0   | Jeux d'Amérique centrale et des Caraïbes 1974 (Demi-finale)            |
| 2 | 12 août 1982    | La Havane      | Cuba - Bermudes | 4-1   | Jeux d'Amérique centrale et des Caraïbes 1982 (Groupe A)               |
| 3 | 16 août 1982    | La Havane      | Cuba - Bermudes | 2-1   | Jeux d'Amérique centrale et des Caraïbes 1982 (Match pour la 3e place) |
| 4 | 8 mai 1998      | George Town    | Cuba - Bermudes | 2-1   | Tour préliminaire de la Coupe caribéenne des nations 1998              |
| 5 | 9 mai 1999      | Hamilton       | Bermudes - Cuba | 1-2   | Tour préliminaire de la Coupe caribéenne des nations 1999              |
| 6 | 22 mars 2016    | La Havane      | Cuba - Bermudes | 2-1   | Éliminatoires de la Coupe caribéenne des nations 2017                  |
| 7 | 27 février 2019 | La Havane      | Cuba - Bermudes | 5-0   | Match amical                                                           |

| Rencontres | Victoire | Nul | Défaite | BM | BE |
| ---------- | -------- | --- | ------- | -- | -- |
| 7          | 0        | 0   | 7       | 5  | 19 |

## D

### Danemark
Confrontations entre les Bermudes et le Danemark :
| # | Date             | Lieu     | Match               | Score | Compétition  |
| - | ---------------- | -------- | ------------------- | ----- | ------------ |
| 1 | 12 janvier 1969  | Hamilton | Bermudes - Danemark | 1-5   | Match amical |
| 2 | 1er juillet 1969 | Aalborg  | Danemark - Bermudes | 6-0   | Match amical |

| Rencontres | Victoire | Nul | Défaite | BM | BE |
| ---------- | -------- | --- | ------- | -- | -- |
| 2          | 0        | 0   | 2       | 1  | 11 |

## E

### États-Unis
Confrontations entre les Bermudes et les États-Unis :
| # | Date             | Lieu          | Match                 | Score | Compétition                                           |
| - | ---------------- | ------------- | --------------------- | ----- | ----------------------------------------------------- |
| 1 | 3 novembre 1968  | Kansas City   | États-Unis - Bermudes | 6-2   | Qualifications pour la Coupe du monde 1970 (1er tour) |
| 2 | 11 novembre 1968 | Hamilton      | Bermudes - États-Unis | 0-2   | Qualifications pour la Coupe du monde 1970 (1er tour) |
| 3 | 17 mars 1973     | Hamilton      | Bermudes - États-Unis | 4-0   | Match amical                                          |
| 4 | 9 septembre 1973 | East Hartford | États-Unis - Bermudes | 1-0   | Match amical                                          |
| 5 | 7 octobre 1979   | Hamilton      | Bermudes - États-Unis | 1-3   | Match amical                                          |
| 6 | 14 novembre 1989 | Cocoa Beach   | États-Unis - Bermudes | 2-1   | Match amical                                          |
| 7 | 13 février 1990  | Hamilton      | Bermudes - États-Unis | 0-1   | Match amical                                          |
| 8 | 21 février 1991  | Hamilton      | Bermudes - États-Unis | 1-0   | Match amical                                          |

| Rencontres | Victoire | Nul | Défaite | BM | BE |
| ---------- | -------- | --- | ------- | -- | -- |
| 8          | 2        | 0   | 6       | 9  | 15 |

## F

### Finlande
Confrontations entre les Bermudes et la Finlande :
| # | Date             | Lieu     | Match               | Score | Compétition  |
| - | ---------------- | -------- | ------------------- | ----- | ------------ |
| 1 | 26 novembre 1979 | Hamilton | Bermudes - Finlande | 0-2   | Match amical |

| Rencontres | Victoire | Nul | Défaite | BM | BE |
| ---------- | -------- | --- | ------- | -- | -- |
| 1          | 0        | 0   | 1       | 0  | 2  |

## G

### Grenade
Confrontations entre les Bermudes et la Grenade :
| # | Date         | Lieu          | Match              | Score | Compétition  |
| - | ------------ | ------------- | ------------------ | ----- | ------------ |
| 1 | 6 mars 2015  | Hamilton      | Bermudes - Grenade | 2-2   | Match amical |
| 2 | 8 mars 2015  | Hamilton      | Bermudes - Grenade | 2-0   | Match amical |
| 3 | 8 juin 2017  | Saint-Georges | Grenade - Bermudes | 2-2   | Match amical |
| 4 | 10 juin 2017 | Saint-Georges | Grenade - Bermudes | 1-2   | Match amical |

| Rencontres | Victoire | Nul | Défaite | BM | BE |
| ---------- | -------- | --- | ------- | -- | -- |
| 4          | 2        | 2   | 0       | 8  | 5  |

### Guatemala
Confrontations entre les Bermudes et le Guatemala :
| # | Date            | Lieu      | Match                | Score | Compétition                                          |
| - | --------------- | --------- | -------------------- | ----- | ---------------------------------------------------- |
| 1 | 12 juin 2015    | Guatemala | Guatemala - Bermudes | 0-0   | Qualifications pour la Coupe du monde 2018 (2e tour) |
| 2 | 15 juin 2015    | Hamilton  | Bermudes - Guatemala | 0-1   | Qualifications pour la Coupe du monde 2018 (2e tour) |
| 3 | 15 octobre 2019 | Hamilton  | Bermudes - Guatemala | 0-0   | Match amical                                         |

| Rencontres | Victoire | Nul | Défaite | BM | BE |
| ---------- | -------- | --- | ------- | -- | -- |
| 3          | 0        | 2   | 1       | 0  | 1  |

### Guyana
Confrontations entre les équipes des Bermudes et du Guyana :
| # | Date             | Lieu       | Match             | Score | Compétition                                          |
| - | ---------------- | ---------- | ----------------- | ----- | ---------------------------------------------------- |
| 1 | 6 septembre 2011 | Georgetown | Guyana - Bermudes | 2-1   | Qualifications pour la Coupe du monde 2014 (2e tour) |
| 2 | 11 octobre 2011  | Hamilton   | Bermudes - Guyana | 1-1   | Qualifications pour la Coupe du monde 2014 (2e tour) |
| 3 | 6 juin 2019      | Hamilton   | Bermudes - Guyana | 1-0   | Match amical                                         |
| 4 | 7 juin 2022      | Leonora    | Guyana - Bermudes | 2-1   | Ligue des nations 2022-2023 (Ligue B - Groupe B)     |
| 5 | 25 mars 2023     | Devonshire | Bermudes - Guyana | 0-2   | Ligue des nations 2022-2023 (Ligue B - Groupe B)     |

| Rencontres | Victoire | Nul | Défaite | BM | BE |
| ---------- | -------- | --- | ------- | -- | -- |
| 5          | 1        | 1   | 3       | 4  | 7  |

### Guyane
Confrontations entre les Bermudes et la Guyane :
| # | Date         | Lieu              | Match             | Score | Compétition                                             |
| - | ------------ | ----------------- | ----------------- | ----- | ------------------------------------------------------- |
| 1 | 26 mars 2016 | Hamilton Bermudes | Bermudes - Guyane | 2-1   | Qualifications pour la Coupe caribéenne 2017 (1er tour) |
| 2 | 19 juin 2016 | Cayenne Guyane    | Guyane - Bermudes | 3-0   | Qualifications pour la Coupe caribéenne 2017 (2e tour)  |

| Rencontres | Victoire | Nul | Défaite | BM | BE |
| ---------- | -------- | --- | ------- | -- | -- |
| 2          | 1        | 0   | 1       | 2  | 4  |

## H

### Haïti
Confrontations entre les Bermudes et Haïti :
| #  | Date              | Lieu            | Match            | Score | Compétition                                           |
| -- | ----------------- | --------------- | ---------------- | ----- | ----------------------------------------------------- |
| 1  | 14 janvier 1970   | Port-au-Prince  | Haïti - Bermudes | 1-1   | Match amical                                          |
| 2  | 26 janvier 1992   | Hamilton        | Bermudes - Haïti | 1-0   | Qualifications pour la Coupe du monde 1994 (1er tour) |
| 3  | 24 mai 1992       | Port-au-Prince  | Haïti - Bermudes | 2-1   | Qualifications pour la Coupe du monde 1994 (1er tour) |
| 4  | 7 janvier 2007    | Couva           | Haïti - Bermudes | 2-0   | Coupe caribéenne 2007 (2e tour)                       |
| 5  | 9 janvier 2007    | Couva           | Bermudes - Haïti | 0-3   | Coupe caribéenne 2007 (2e tour)                       |
| 6  | 19 septembre 2012 | Port-au-Prince  | Haïti - Bermudes | 3-1   | Coupe caribéenne 2012(1er tour)                       |
| 7  | 16 juin 2019      | San José        | Haïti - Bermudes | 2-1   | Gold Cup 2019 (Groupe B)                              |
| 8  | 6 juillet 2021    | Fort Lauderdale | Haïti - Bermudes | 4-1   | Qualifications pour la Gold Cup 2021 (2e tour)        |
| 9  | 4 juin 2022       | Devonshire      | Bermudes - Haïti | 0-0   | Ligue des nations 2022-2023 (Ligue B - Groupe B)      |
| 10 | 28 mars 2023      | San Cristóbal   | Haïti - Bermudes | 3-1   | Ligue des nations 2022-2023 (Ligue B - Groupe B)      |

| Rencontres | Victoire | Nul | Défaite | BM | BE |
| ---------- | -------- | --- | ------- | -- | -- |
| 10         | 1        | 2   | 7       | 7  | 20 |

## I

### Îles Caïmans
Confrontations entre les Bermudes et les Îles Caïmans :
| # | Date             | Lieu        | Match                   | Score | Compétition                                           |
| - | ---------------- | ----------- | ----------------------- | ----- | ----------------------------------------------------- |
| 1 | 10 mai 1999      | George Town | Îles Caïmans - Bermudes | 2-0   | Coupe caribéenne 1999 (2e tour)                       |
| 2 | 7 mai 1999       | Hamilton    | Bermudes - Îles Caïmans | 4-1   | Coupe caribéenne 1999 (2e tour)                       |
| 3 | 9 novembre 1999  | Hamilton    | Bermudes - Îles Caïmans | 3-1   | Match amical                                          |
| 4 | 11 novembre 1999 | Hamilton    | Bermudes - Îles Caïmans | 1-0   | Match amical                                          |
| 5 | 24 novembre 2004 | Kingstown   | Îles Caïmans - Bermudes | 1-2   | Coupe caribéenne 2005 (1er tour)                      |
| 6 | 3 février 2008   | Hamilton    | Bermudes - Îles Caïmans | 1-1   | Qualifications pour la Coupe du monde 2010 (1er tour) |
| 7 | 30 mars 2008     | George Town | Îles Caïmans - Bermudes | 1-3   | Qualifications pour la Coupe du monde 2010 (1er tour) |
| 8 | 31 août 2008     | George Town | Îles Caïmans - Bermudes | 0-0   | Coupe caribéenne 2008 (1er tour)                      |
| 9 | 8 juin 2021      | Bradenton   | Bermudes - Îles Caïmans | 1-1   | Qualifications pour la Coupe du monde 2022 (1er tour) |

| Rencontres | Victoire | Nul | Défaite | BM | BE |
| ---------- | -------- | --- | ------- | -- | -- |
| 9          | 5        | 3   | 1       | 15 | 8  |

### Îles Vierges britanniques
Confrontations entre les Bermudes et les Îles Vierges britanniques :
| # | Date             | Lieu      | Match                                | Score | Compétition                                           |
| - | ---------------- | --------- | ------------------------------------ | ----- | ----------------------------------------------------- |
| 1 | 5 mars 2000      | Road Town | Îles Vierges britanniques - Bermudes | 1-5   | Qualifications pour la Coupe du monde 2002 (1er tour) |
| 2 | 19 mars 2000     | Hamilton  | Bermudes - Îles Vierges britanniques | 9-0   | Qualifications pour la Coupe du monde 2002 (1er tour) |
| 3 | 28 novembre 2004 | Kingstown | Bermudes - Îles Vierges britanniques | 0-2   | Coupe caribéenne 2005                                 |

| Rencontres | Victoire | Nul | Défaite | BM | BE |
| ---------- | -------- | --- | ------- | -- | -- |
| 3          | 2        | 0   | 1       | 14 | 3  |

### Îles Vierges des États-Unis
Confrontations entre les Bermudes et les Îles Vierges des États-Unis :
| # | Date              | Lieu             | Match                                  | Score | Compétition                      |
| - | ----------------- | ---------------- | -------------------------------------- | ----- | -------------------------------- |
| 1 | 27 septembre 2006 | Charlotte-Amélie | Îles Vierges des États-Unis - Bermudes | 0-6   | Coupe caribéenne 2007 (1er tour) |

| Rencontres | Victoire | Nul | Défaite | BM | BE |
| ---------- | -------- | --- | ------- | -- | -- |
| 1          | 0        | 0   | 1       | 0  | 6  |

### Islande
Confrontations entre les Bermudes et l'Islande :
| # | Date            | Lieu      | Match              | Score | Compétition  |
| - | --------------- | --------- | ------------------ | ----- | ------------ |
| 1 | 10 août 1964    | Reykjavik | Islande - Bermudes | 4-3   | Match amical |
| 2 | 23 juin 1969    | Reykjavik | Islande - Bermudes | 2-1   | Match amical |
| 3 | 11 janvier 1969 | Hamilton  | Bermudes - Islande | 3-2   | Match amical |
| 4 | 3 avril 1990    | Hamilton  | Bermudes - Islande | 0-4   | Match amical |

| Rencontres | Victoire | Nul | Défaite | BM | BE |
| ---------- | -------- | --- | ------- | -- | -- |
| 4          | 1        | 0   | 3       | 7  | 12 |

## J

### Jamaïque
Confrontations entre les Bermudes et la Jamaïque :
| #  | Date              | Lieu        | Match               | Score | Compétition                                          |
| -- | ----------------- | ----------- | ------------------- | ----- | ---------------------------------------------------- |
| 1  | 28 décembre 1965  | Hamilton    | Bermudes - Jamaïque | 0-3   | Match amical                                         |
| 2  | 1971              |             | Bermudes - Jamaïque | 1-1   | Match amical                                         |
| 3  | 24 décembre 1972  | Hamilton    | Bermudes - Jamaïque | 0-0   | Match amical                                         |
| 4  | 27 décembre 1972  | Hamilton    | Bermudes - Jamaïque | 0-3   | Match amical                                         |
| 5  | 12 septembre 1991 | Hamilton    | Bermudes - Jamaïque | 1-1   | Match amical                                         |
| 6  | 12 avril 1992     |             | Jamaïque - Bermudes | 0-0   | Match amical                                         |
| 7  | 25 octobre 1992   | Hamilton    | Bermudes - Jamaïque | 1-1   | Qualifications pour la Coupe du monde 1994 (2e tour) |
| 8  | 8 novembre 1992   | Kingston    | Jamaïque - Bermudes | 3-2   | Qualifications pour la Coupe du monde 1994 (2e tour) |
| 9  | 21 février 1997   | Kingston    | Jamaïque - Bermudes | 1-0   | Coupe caribéenne 1997 (1er tour)                     |
| 10 | 23 février 1997   | Kingston    | Bermudes - Jamaïque | 2-3   | Coupe caribéenne 1997 (1er tour)                     |
| 11 | 11 mars 2020      | Montego Bay | Jamaïque - Bermudes | 2-0   | Match amical                                         |

| Rencontres | Victoire | Nul | Défaite | BM | BE |
| ---------- | -------- | --- | ------- | -- | -- |
| 11         | 0        | 5   | 6       | 8  | 18 |

## M

### Mexique
Confrontations entre les Bermudes et le Mexique :
| # | Date             | Lieu           | Match              | Score  | Compétition                                                            |
| - | ---------------- | -------------- | ------------------ | ------ | ---------------------------------------------------------------------- |
| 1 | 21 octobre 1969  | Mexico         | Mexique - Bermudes | 3-0    | Championnat de la CONCACAF 1969 (Tour préliminaire)                    |
| 2 | 2 novembre 1969  | Hamilton       | Bermudes - Mexique | 2-1    | Championnat de la CONCACAF 1969 (Tour préliminaire)                    |
| 3 | 3 octobre 1971   | Hamilton       | Bermudes - Mexique | 0-2    | Coupe des nations de la CONCACAF 1971 (Tour préliminaire)              |
| 4 | 4 mars 1974      | Saint-Domingue | Mexique - Bermudes | 1-1    | Jeux d'Amérique centrale et des Caraïbes 1974 (Groupe B)               |
| 5 | 12 mars 1974     | Saint-Domingue | Bermudes - Mexique | 3-0    | Jeux d'Amérique centrale et des Caraïbes 1974 (Match pour la 3e place) |
| 6 | 14 août 1982     | La Havane      | Mexique - Bermudes | 2-1 ap | Jeux d'Amérique centrale et des Caraïbes 1982 (Demi-finale)            |
| 7 | 10 octobre 1971  | Mexico         | Mexique - Bermudes | 4-0    | Coupe des nations de la CONCACAF 1971 (Tour préliminaire)              |
| 8 | 11 octobre 2019  | Hamilton       | Bermudes - Mexique | 1-5    | Ligue des nations 2019-2020 (Ligue A - Groupe B)                       |
| 9 | 19 novembre 2019 | Toluca         | Mexique - Bermudes | 2-1    | Ligue des nations 2019-2020 (Ligue A - Groupe B)                       |

| Rencontres | Victoire | Nul | Défaite | BM | BE |
| ---------- | -------- | --- | ------- | -- | -- |
| 9          | 2        | 1   | 6       | 9  | 20 |

### Montserrat
Confrontations entre les Bermudes et Montserrat :
| # | Date            | Lieu           | Match                 | Score | Compétition                                           |
| - | --------------- | -------------- | --------------------- | ----- | ----------------------------------------------------- |
| 1 | 29 février 2004 | Hamilton       | Bermudes - Montserrat | 13-0  | Qualifications pour la Coupe du monde 2006 (1er tour) |
| 2 | 2 novembre 2004 | Lookout        | Montserrat - Bermudes | 0-7   | Qualifications pour la Coupe du monde 2006 (1er tour) |
| 3 | 11 juin 2022    | Saint-Domingue | Montserrat - Bermudes | 3-2   | Ligue des nations 2022-2023 (Ligue B - Groupe B)      |
| 4 | 14 juin 2022    | Devonshire     | Bermudes - Montserrat | 3-0   | Ligue des nations 2022-2023 (Ligue B - Groupe B)      |

| Rencontres | Victoire | Nul | Défaite | BM | BE |
| ---------- | -------- | --- | ------- | -- | -- |
| 4          | 3        | 0   | 1       | 25 | 3  |

## N

### Nicaragua
Confrontations entre les Bermudes et le Nicaragua :
| # | Date          | Lieu     | Match                | Score | Compétition              |
| - | ------------- | -------- | -------------------- | ----- | ------------------------ |
| 1 | 31 mars 2004  | Hamilton | Bermudes - Nicaragua | 3-0   | Match amical             |
| 2 | 2 avril 2004  | Hamilton | Bermudes - Nicaragua | 2-1   | Match amical             |
| 3 | 30 avril 2004 | Diriamba | Nicaragua - Bermudes | 2-0   | Match amical             |
| 4 | 2 mai 2004    | Estelí   | Nicaragua - Bermudes | 2-0   | Match amical             |
| 5 | 24 juin 2019  | Harrison | Bermudes - Nicaragua | 2-0   | Gold Cup 2019 (Groupe B) |

| Rencontres | Victoire | Nul | Défaite | BM | BE |
| ---------- | -------- | --- | ------- | -- | -- |
| 5          | 3        | 0   | 2       | 7  | 5  |

### Norvège
Confrontations entre les Bermudes et la Norvège :
| # | Date           | Lieu      | Match              | Score | Compétition  |
| - | -------------- | --------- | ------------------ | ----- | ------------ |
| 1 | 3 juillet 1969 | Stavanger | Norvège - Bermudes | 2-0   | Match amical |
| 2 | 4 février 1992 | Hamilton  | Bermudes - Norvège | 1-3   | Match amical |

| Rencontres | Victoire | Nul | Défaite | BM | BE |
| ---------- | -------- | --- | ------- | -- | -- |
| 2          | 0        | 0   | 2       | 1  | 6  |

## P

### Panama
Confrontations entre les Bermudes et le Panama :
| # | Date             | Lieu           | Match             | Score | Compétition                                              |
| - | ---------------- | -------------- | ----------------- | ----- | -------------------------------------------------------- |
| 1 | 2 mars 1974      | Saint-Domingue | Bermudes - Panama | 1-0   | Jeux d'Amérique centrale et des Caraïbes 1974 (Groupe B) |
| 2 | 28 avril 2004    | Panama         | Panama - Bermudes | 4-1   | Match amical                                             |
| 3 | 5 septembre 2019 | Hamilton       | Bermudes - Panama | 1-4   | Ligue des nations 2019-2020 (Ligue A - Groupe B)         |
| 4 | 8 septembre 2019 | Panama         | Panama - Bermudes | 0-2   | Ligue des nations 2019-2020 (Ligue A - Groupe B)         |

| Rencontres | Victoire | Nul | Défaite | BM | BE |
| ---------- | -------- | --- | ------- | -- | -- |
| 4          | 2        | 0   | 2       | 5  | 8  |

### Porto Rico
Confrontations entre les Bermudes et Porto Rico :
| # | Date             | Lieu           | Match                 | Score | Compétition                                              |
| - | ---------------- | -------------- | --------------------- | ----- | -------------------------------------------------------- |
| 1 | 8 août 1982      | La Havane      | Bermudes - Porto Rico | 3-0   | Jeux d'Amérique centrale et des Caraïbes 1982 (Groupe A) |
| 2 | 16 janvier 2008  | Hamilton       | Bermudes - Porto Rico | 0-2   | Match amical                                             |
| 3 | 18 janvier 2008  | Hamilton       | Bermudes - Porto Rico | 0-1   | Match amical                                             |
| 4 | 7 septembre 2012 | Port-au-Prince | Bermudes - Porto Rico | 1-2   | Coupe caribéenne 2012 (1er tour)                         |
| 5 | 5 juin 2015      | Hamilton       | Bermudes - Porto Rico | 1-1   | Match amical                                             |

| Rencontres | Victoire | Nul | Défaite | BM | BE |
| ---------- | -------- | --- | ------- | -- | -- |
| 5          | 1        | 1   | 3       | 5  | 6  |

## R

### République dominicaine
Confrontations entre les Bermudes et la République dominicaine :
| # | Date              | Lieu                       | Match                             | Score | Compétition                                              |
| - | ----------------- | -------------------------- | --------------------------------- | ----- | -------------------------------------------------------- |
| 1 | 28 février 1974   | Saint-Domingue             | République dominicaine - Bermudes | 2-3   | Jeux d'Amérique centrale et des Caraïbes 1974 (Groupe B) |
| 2 | 29 septembre 2006 | Charlotte-Amélie           | Bermudes - République dominicaine | 3-1   | Coupe caribéenne 2007 (1er tour)                         |
| 3 | 4 juin 2016       | Hamilton                   | Bermudes - République dominicaine | 0-1   | Qualifications pour la Coupe caribéenne 2017 (2e tour)   |
| 4 | 24 mars 2019      | Santiago de los Caballeros | République dominicaine - Bermudes | 1-3   | Qualifications pour la Gold Cup 2019                     |

| Rencontres | Victoire | Nul | Défaite | BM | BE |
| ---------- | -------- | --- | ------- | -- | -- |
| 4          | 3        | 0   | 1       | 9  | 5  |

## S

### Saint-Christophe-et-Niévès
Confrontations entre les Bermudes et Saint-Christophe-et-Niévès :
| # | Date             | Lieu       | Match                                 | Score | Compétition  |
| - | ---------------- | ---------- | ------------------------------------- | ----- | ------------ |
| 1 | 14 décembre 2007 | Hamilton   | Bermudes - Saint-Christophe-et-Niévès | 1-2   | Match amical |
| 2 | 16 décembre 2007 | Hamilton   | Bermudes - Saint-Christophe-et-Niévès | 4-2   | Match amical |
| 3 | 21 février 2016  | Basseterre | Saint-Christophe-et-Niévès - Bermudes | 3-0   | Match amical |

| Rencontres | Victoire | Nul | Défaite | BM | BE |
| ---------- | -------- | --- | ------- | -- | -- |
| 3          | 1        | 0   | 2       | 5  | 7  |

### Saint-Martin
Confrontations entre les équipes des Bermudes et de Saint-Martin :
| # | Date              | Lieu           | Match                   | Score | Compétition                      |
| - | ----------------- | -------------- | ----------------------- | ----- | -------------------------------- |
| 1 | 28 avril 1997     | Hamilton       | Bermudes - Saint-Martin | 2-1   | Match amical                     |
| 2 | 30 août 2008      | George Town    | Saint-Martin - Bermudes | 0-7   | Coupe caribéenne 2008 (1er tour) |
| 3 | 11 septembre 2012 | Port-au-Prince | Saint-Martin - Bermudes | 0-8   | Coupe caribéenne 2012 (1er tour) |

| Rencontres | Victoire | Nul | Défaite | BM | BE |
| ---------- | -------- | --- | ------- | -- | -- |
| 3          | 3        | 0   | 0       | 17 | 1  |

### Saint-Vincent-et-les-Grenadines
Confrontations entre les Bermudes et Saint-Vincent-et-les-Grenadines :
| # | Date             | Lieu       | Match                                      | Score | Compétition                               |
| - | ---------------- | ---------- | ------------------------------------------ | ----- | ----------------------------------------- |
| 1 | 26 novembre 2004 | Kingstown  | Saint-Vincent-et-les-Grenadines - Bermudes | 3-3   | Coupe caribéenne 2005 (Tour préliminaire) |
| 2 | 19 novembre 2006 | Bridgetown | Bermudes - Saint-Vincent-et-les-Grenadines | 0-3   | Coupe caribéenne 2007 (2e tour)           |

| Rencontres | Victoire | Nul | Défaite | BM | BE |
| ---------- | -------- | --- | ------- | -- | -- |
| 2          | 0        | 1   | 1       | 3  | 6  |

### Sainte-Lucie
Confrontations entre les Bermudes et Sainte-Lucie :
| # | Date        | Lieu     | Match                   | Score | Compétition                               |
| - | ----------- | -------- | ----------------------- | ----- | ----------------------------------------- |
| 1 | 13 mai 1990 | Castries | Sainte-Lucie - Bermudes | 0-2   | Coupe caribéenne 1990 (Tour préliminaire) |

| Rencontres | Victoire | Nul | Défaite | BM | BE |
| ---------- | -------- | --- | ------- | -- | -- |
| 1          | 1        | 0   | 0       | 2  | 0  |

### Salvador
Confrontations entre les Bermudes et le Salvador :
| # | Date              | Lieu         | Match               | Score | Compétition                                                      |
| - | ----------------- | ------------ | ------------------- | ----- | ---------------------------------------------------------------- |
| 1 | 18 octobre 1992   | Hamilton     | Bermudes - Salvador | 1-0   | Qualifications pour la Coupe du monde 1994 (2e tour)             |
| 2 | 1er novembre 1992 | San Salvador | Salvador - Bermudes | 4-1   | Qualifications pour la Coupe du monde 1994 (2e tour)             |
| 3 | 13 juin 2004      | San Salvador | Salvador - Bermudes | 2-1   | Qualifications pour la Coupe du monde 2006 (1er tour - 2e phase) |
| 4 | 20 juin 2004      | Hamilton     | Bermudes - Salvador | 2-2   | Qualifications pour la Coupe du monde 2006 (1er tour - 2e phase) |
| 5 | 16 janvier 20181  | Hamilton     | Bermudes - Salvador | 1-0   | Éliminatoires de la Gold Cup 2019                                |

| Rencontres | Victoire | Nul | Défaite | BM | BE |
| ---------- | -------- | --- | ------- | -- | -- |
| 5          | 2        | 1   | 2       | 6  | 8  |

### Sint Maarten
Confrontations entre les Bermudes et Sint Maarten :
| # | Date            | Lieu     | Match                   | Score | Compétition                          |
| - | --------------- | -------- | ----------------------- | ----- | ------------------------------------ |
| 1 | 12 octobre 2018 | Hamilton | Bermudes - Sint Maarten | 12-0  | Qualifications pour la Gold Cup 2019 |

| Rencontres | Victoire | Nul | Défaite | BM | BE |
| ---------- | -------- | --- | ------- | -- | -- |
| 1          | 1        | 0   | 0       | 12 | 0  |

### Suriname
Confrontations entre les Bermudes et le Suriname, :
| # | Date             | Lieu       | Match               | Score | Compétition                                           |
| - | ---------------- | ---------- | ------------------- | ----- | ----------------------------------------------------- |
| 1 | 26 décembre 1974 | Hamilton   | Bermudes - Salvador | 2-1   | Match amical                                          |
| 2 | 29 décembre 1974 | Hamilton   | Bermudes - Suriname | 1-3   | Match amical                                          |
| 3 | 3 janvier 1975   | Hamilton   | Bermudes - Suriname | 2-5   | Match amical                                          |
| 4 | 26 décembre 1975 | Hamilton   | Bermudes - Suriname | 1-5   | Match amical                                          |
| 5 | 4 juin 2021      | Paramaribo | Suriname - Bermudes | 6-0   | Qaulifications pour la Coupe du monde 2022 (1er tour) |

| Rencontres | Victoire | Nul | Défaite | BM | BE |
| ---------- | -------- | --- | ------- | -- | -- |
| 5          | 1        | 0   | 4       | 6  | 20 |

## T

### Trinité-et-Tobago
Confrontations entre les Bermudes et Trinité-et-Tobago, :
| #  | Date             | Lieu           | Match                        | Score | Compétition                                          |
| -- | ---------------- | -------------- | ---------------------------- | ----- | ---------------------------------------------------- |
| 1  | 8 mai 1982       | Arima          | Trinité-et-Tobago - Bermudes | 2-2   | Match amical                                         |
| 2  | 12 mai 1982      | Port-d'Espagne | Trinité-et-Tobago - Bermudes | 4-2   | Match amical                                         |
| 3  | 26 décembre 1982 | Hamilton       | Bermudes - Trinité-et-Tobago | 2-2   | Match amical                                         |
| 4  | 30 décembre 1982 | Hamilton       | Bermudes - Trinité-et-Tobago | 2-2   | Match amical                                         |
| 5  | 16 avril 1989    | Port-d'Espagne | Trinité-et-Tobago - Bermudes | 1-1   | Match amical                                         |
| 6  | 18 avril 1989    | Arima          | Trinité-et-Tobago - Bermudes | 0-1   | Match amical                                         |
| 7  | 23 juin 2001     | Hamilton       | Bermudes - Trinité-et-Tobago | 0-5   | Match amical                                         |
| 8  | 10 février 2004  | Hamilton       | Bermudes - Trinité-et-Tobago | 0-1   | Match amical                                         |
| 9  | 12 février 2004  | Hamilton       | Bermudes - Trinité-et-Tobago | 2-2   | Match amical                                         |
| 10 | 25 mai 2005      | Port-d'Espagne | Trinité-et-Tobago - Bermudes | 4-0   | Match amical                                         |
| 11 | 27 mai 2005      | San Fernando   | Trinité-et-Tobago - Bermudes | 1-0   | Match amical                                         |
| 12 | 15 juin 2008     | Macoya         | Trinité-et-Tobago - Bermudes | 1-2   | Qualifications pour la Coupe du monde 2010 (2e tour) |
| 13 | 22 juin 2008     | Hamilton       | Bermudes - Trinité-et-Tobago | 0-2   | Qualifications pour la Coupe du monde 2010 (2e tour) |
| 14 | 2 septembre 2011 | Port-d'Espagne | Trinité-et-Tobago - Bermudes | 1-0   | Qualifications pour la Coupe du monde 2014 (2e tour) |
| 15 | 7 octobre 2011   | Hamilton       | Bermudes - Trinité-et-Tobago | 2-1   | Qualifications pour la Coupe du monde 2014 (2e tour) |

| Rencontres | Victoire | Nul | Défaite | BM | BE |
| ---------- | -------- | --- | ------- | -- | -- |
| 15         | 3        | 5   | 7       | 15 | 29 |